# Чакская филломедуза
Чакская филломедуза (лат. Phyllomedusa sauvagii) — вид бесхвостых земноводных из семейства Phyllomedusidae.

## Ареал и места обитания
Обитает в Южной Америке в регионе Гран-Чако на территории северного Парагвая, северной Аргентины, юго-западной Бразилии и восточной Боливии. В горах встречается до высоты 1500 м. Ведёт древесный образ жизни. 